# 神戸サンズ
神戸サンズ（こうべサンズ、Kobe Suns）は、プロ野球独立リーグ・旧関西独立リーグに所属していた兵庫県の野球チーム。2011年より参入。2013年シーズンから活動を休止し、その状態でリーグ自体が活動を停止した。

## 概要
2010年シーズンまで活動していた神戸9クルーズを前身とする。ただし、9クルーズの選手は、サンズに先行して結成された兵庫ブルーサンダーズが引き継ぎ、サンズは9クルーズのリーグ参加権のみを引き継いだ形で、住宅リフォーム会社のフォレストホームを設立母体として結成された。
縁故地は9クルーズ時代の神戸市に加え、淡路島全域も加えた。練習拠点は洲本市の洲本市民球場。球団のマークには太陽と明石海峡大橋が描かれている。
結成にあたり、洲本市出身の女優・宮地真緒がマスコットガールに就任している。
リーグ参入当時、リーグはすでに選手は原則無給となっていたが、神戸は外国人選手に対しては（将来NPB入りした際に契約金から育成料を取る前提で）給与を出していた。
2013年1月20日、経費面などの理由から安定的な運営が困難であるとして、活動を一時休止すると発表した。

## 歴史

### 2011年シーズン
4月、新規参入後初の公式戦、スプリングカップを戦ったが4戦全敗で最下位に終わった。5月2日にリーグ戦前期の開幕戦・キッピースタジアムで行われた兵庫ブルーサンダーズ戦で記念すべき公式戦初勝利を飾ると好調を持続、6月29日に貴志川スポーツ公園野球場で行われたソウルヘチ戦に16-7で勝利して、前期は優勝を決めている。最優秀選手には安田慎太郎が選ばれた。続いて行われたサマーカップでも兵庫と紀州レンジャーズに連勝して優勝した。後期は7勝15敗2分の成績で4位に沈んだ。
10月に行われた関西独立リーグチャンピオンシップでは後期優勝の兵庫と対戦したが、2勝3敗で敗れて年間チャンピオンの座を獲得することはできなかった。
シーズン終了後の12月2日、監督のマック鈴木が契約満了に伴い退任することが発表された。後任はフィールドコーディネーターを務めていた金崎泰英が同日付で監督代行に就任した。

### 2012年シーズン
前後期ともに低迷し、いずれも勝率2割台の5位（最下位）であった。
このシーズンには、ベースボール・チャレンジ・リーグと交流戦をおこなっていた横浜DeNAベイスターズ2軍に、所属の外国人選手が不足選手を埋めるために派遣され、その一人のジョニー・セリスは対戦した富山サンダーバーズから勧誘を受けて入団することになった。

### その後
当球団は休止から復活することなくリーグが解散した。当球団の活動休止から10年後の2022年に、関西独立リーグ (2代目)（さわかみ関西独立リーグ）が淡路島を本拠とする「淡路島ウォリアーズ」の加入を発表し、2023年からリーグ戦に参加している（2025年度よりリーグ戦不参加の準加盟球団に変更）。

## 成績

### リーグ戦
| 年度 | 期 | 監督       | 順位 | 試合 | 勝利 | 敗戦 | 引分 | 勝率 | ゲーム差  |
| ---- | -- | ---------- | ---- | ---- | ---- | ---- | ---- | ---- | --------- |
| 2011 | 前 | マック鈴木 | 1    | 24   | 15   | 8    | 1    | .652 | （注）2.0 |
| 2011 | 後 | マック鈴木 | 4    | 24   | 7    | 15   | 2    | .318 | 10.0      |
| 2012 | 前 | 金崎泰英   | 5    | 32   | 8    | 20   | 4    | .286 | 11.5      |
| 2012 | 後 | 金崎泰英   | 5    | 32   | 7    | 21   | 4    | .250 | 12.0      |

（注）2位とのゲーム差

### チャンピオンシップ
- 2011年 - 2勝3敗（対戦は兵庫ブルーサンダーズ）

### カップ戦
スプリングカップ
- 2011年　5位　0勝4敗

サマーカップ
- 2011年　優勝